# Romolo Deotto
Romolo Deotto (Viadana, 1911 – 8 ottobre 1992) è stato un microbiologo italiano.
Docente di Microbiologia e poi rettore dell'Università Statale di Milano dal 1969 al 1972.

## Biografia
Romolo Deotto nacque a Viadana, provincia di Mantova nel 1911 e si laureò in Medicina e Chirurgia a Milano, dov'era stato allievo del professor Pietro Rondoni.
Durante la Seconda guerra mondiale fu capitano medico degli alpini nella divisione Tridentina e visse la ritirata di Russia, lo scrittore Giulio Bedeschi lo ricorda nella sua opera riguardante quel periodo.
Dal 1949 al 1956 ricopre la cattedra di Miicrobiologia a Sassari. Nel 1956 è ordinario di Microbiologia presso l'Università degli Studi (Università Statale) di Milano. 
Nel 1969 viene nominato rettore della Statale di Milano, trovandosi all'improvviso coinvolto da quei moti che avrebbero segnato la storia di Milano degli anni settanta.
Dal 1972, anno in cui terminò il triennio di rettore alla Statale, si dedicò nuovamente all'attività di insegnamento e ricerca in Microbiologia. 
È stato presidente dell'Associazione degli Amici dell'Università di Gerusalemme.
È deceduto a Milano l'8 ottobre 1992. È stato sepolto al Cimitero Maggiore, con i resti poi tumulati in una celletta.